# 杉江宗祐
杉江 宗祐（すぎえ むねゆう、1939年（昭和14年）10月28日 - 2019年（令和元年）11月29日）は、日本の政治家。秋田県鹿角市長。

## 来歴
秋田県出身。秋田県立花輪高等学校卒。卒業後は花輪町（現・鹿角市）役場に勤める、総務部財政課長、同総務課長、民生部保健課長を歴任し、1988年、鹿角市長に初当選する。1992年、1996年に再選。2000年に落選。2003年に秋田県議会議員に当選した。